# Ніклас Гайргофер
Ніклас Гайргофер (нім. Niklas Geyrhofer, нар. 11 лютого 2000) — австрійський футболіст, захисник клубу «Штурм» (Грац).

## Клубна кар'єра
Народився 11 лютого 2000 року. Вихованець футбольної школи клубу «Штурм» (Грац). З 2018 року став виступати за резервну команду, що грала у Регіональній лізі, взявши участь у 29 матчах чемпіонату.
22 лютого 2020 року Ніклас дебютував за першу команду «Штурму» у австрійській Бундеслізі, зігравши у матчі проти клубу «Адміра Ваккер Медлінг» (2:0). 22 вересня 2021 року в поєдинку Кубка Австрії проти «Гоенемса» (4:0) Ніклас забив свій перший гол за «Штурм». Станом на 31 липня 2022 року відіграв за команду з Граца 28 матчів в національному чемпіонаті.

## Виступи за збірну
Протягом 2021 року залучався до складу молодіжної збірної Австрії. На молодіжному рівні зіграв у 4 офіційних матчах.

## Статистика виступів

### Статистика клубних виступів
Статистику оновлено станом на 24 жовтня 2021 року.
| Сезон             | Команда           | Чемпіонат         | Чемпіонат | Чемпіонат | Національний кубок | Національний кубок | Національний кубок | Континентальні кубки | Континентальні кубки | Континентальні кубки | Інші змагання | Інші змагання | Інші змагання | Усього | Усього | Усього |
| Сезон             | Команда           | Ліга              | Ігор      | Голів     | Ліга               | Ігор               | Голів              | Ліга                 | Ігор                 | Голів                | Ліга          | Ігор          | Голів         | Ігор   | Голів  |        |
| ----------------- | ----------------- | ----------------- | --------- | --------- | ------------------ | ------------------ | ------------------ | -------------------- | -------------------- | -------------------- | ------------- | ------------- | ------------- | ------ | ------ | ------ |
| 2018–19           | «Штурм II» (Грац) | РЛ (ІІІ)          | 20        | 1         |                    | -                  | -                  |                      | -                    | -                    |               | -             | -             | 20     | 1      |        |
| 2019–20           | «Штурм II» (Грац) | РЛ (ІІІ)          | 9         | 0         |                    | -                  | -                  |                      | -                    | -                    |               | -             | -             | 9      | 0      |        |
| 2019–20           | «Штурм» (Грац)    | БЛ                | 6         | 0         | КА                 | 0                  | 0                  |                      | -                    | -                    |               | -             | -             | 6      | 0      |        |
| [2020–21          | «Штурм» (Грац)    | БЛ                | 10        | 0         | КА                 | 2                  | 0                  |                      | -                    | -                    |               | -             | -             | 12     | 0      |        |
| 2021–22           | «Штурм» (Грац)    | БЛ                | 9         | 0         | КА                 | 2                  | 1                  | ЛЄ                   | 4                    | 0                    |               | -             | -             | 15     | 1      |        |
| Усього за кар'єру | Усього за кар'єру | Усього за кар'єру | 54        | 1         |                    | 4                  | 1                  |                      | 4                    | 0                    |               | -             | -             | 62     | 2      |        |